# جنگ‌های تابستانی
جنگ‌های تابستانی (ژاپنی: サマーウォーズ هپبورن: Samā Wōzu) یک فیلم سینمایی انیمه در ژانر علمی تخیلی به کارگردانی مامورو هوسودا و نویسندگی ساتوکو اوکودرا از محصولات استودیو مدهاوس و محصول سال ۲۰۰۹ کشور ژاپن است. ریونوسوکه کامیکی، نانامی ساکورابا، میتسوکی تانیمورا، سومیکو فوجی و آیومو سایتو صداپیشگان فیلم هستند.

## داستان
کنجی کویسو، دانش‌آموز کلاس یازدهم و نابغه ریاضی، قبول می‌کند تا در تابستان کمک‌دست دختر هم‌مدرسه‌ایش (همچنین عشق پنهانیش) ناتسوکی باشد. در ناگانو، محل زندگی خانواده ناتسوکی، کنجی متوجه می‌شود که خانواده ناتسوکی قصد دارند جشن تولد ۹۰ سالگی بزرگ خانواده را جشن بگیرند و کنجی باید نقش نامزد ناتسوکی را بازی کند. در این اوضاع و احوال تلاش کنجی برای حل یک معادله ریاضی باعث تصادم یک دنیای مجازی (OZ) با زمین می‌شود.

## جایزه‌ها
- ۳۳امین دوره جوایز آکادمی ژاپن سال ۲۰۱۰: برنده جایزه پویانمایی سال[۱]
- نهمین مراسم Tokyo Anime Awards در سال ۲۰۱۰: برنده جایزه پویانمایی سال[۲][۳]